# Meithalun
Meithalun, en arabe : ميثلون, est une ville du gouvernorat de Jénine en Palestine, dans le nord de la Cisjordanie. Elle est située à 26 kilomètres au sud de Jénine. Selon le recensement du Bureau central palestinien des statistiques, la localité compte une population de 8 321 habitants en 2017.